# ZONE Tribute ~Kimi ga Kureta Mono~
Albums de ZONE, Shōko Nakagawa, SCANDAL...
N
(2004)
ZONE Tribute ~Kimi ga Kureta Mono~ est une compilation qui rend hommage au groupe ZONE. Elle est sortie sous le label Sony Music Records le 10 août 2011 au Japon. Elle atteint la 5e place du classement de l'Oricon et reste classée 10 semaines. Elle sort en format CD et 2CD édition limitée. Le premier CD contient des chansons du groupe interprétées par d'autres artistes, la version limitée contient une nouvelle version de la chanson Secret Base ~Kimi ga Kureta Mono~. Le second CD contient une sélection des chansons préférées des membres et du groupe ZONE, ainsi qu'une chanson inédite Yakusoku ~August, 10 years later~ qui est une réponse à la chanson Secret Base ~Kimi ga Kureta Mono~.

## Liste des titres
CD1
1. True Blue (ClariS)
2. Yume No Kakera (夢ノカケラ・・・?) (Tomato n' Pine)
3. Shiroi Hana (白い花?) (Shōko Nakagawa)
4. Secret Base ~Kimi ga Kureta Mono~ (secret base～君がくれたもの～?) (SCANDAL)
5. Akashi (証?) (Stereopony)
6. Sotsugyō (卒業?) (Bump.y)
7. Boku No Tegami (僕の手紙?) (Tokyo Girls' Style)
8. Glory Colors ~Kaze No Tobira~ (glory colors ～風のトビラ～?) (Sphere)
9. Hitoshizuku (一雫?) (Yanagi Nagi)
10. GOOD DAYS (PEACEFUL)
11. Secret Base ~Kimi ga Kureta Mono~ (10 years after Ver.) (Ano Hi Mita Hana no Namae wo Bokutachi wa Mada Shiranai.) (édition limitée seulement)

CD2
- Sélection de MIYU

1. Shiroi Hana (白い花?)
2. H.A.N.A.B.I ~Kimi ga Ita Natsu~ (H・A・N・A・B・I ～君がいた夏～?)
3. Boku No Tegami (僕の手紙?)
4. Glory Colors ~Kaze No Tobira~ (glory colors ～風のトビラ～?)

- Sélection de MAIKO

1. Dai Bakuhatsu No.1 (大爆発 NO.1?)
2. Hitoshizuku (一雫?)
3. Issho ni Itakatta (一緒にいたかった?)
4. Aika (愛花?)

- Sélection de TOMOKA

1. Sekai No Hon No Katasumi Kara (世界のほんの片隅から?)
2. Sotsugyō (卒業?)
3. Taiyō No Kiss (太陽のKiss?)
4. Egao Biyori (笑顔日和?)

- Sélection du groupe ZONE

1. Secret Base ~Kimi ga Kureta Mono~ (Secret Base ～君がくれたもの～?)
2. Yakusoku ~August, 10 years later~ (約束～August, 10years later～?)